# 孝元天皇
孝元天皇（日语：／ Kōgen Tennō）為日本第八代天皇，其在《日本書紀》中被稱作大日本根子彥國牽尊，在《古事記》裡則名為大倭根子日子國玖流。身為闕史八代中第七位天皇，其生平幾無法考證。

## 歷史與傳說
大日本根子彥國牽尊是孝靈天皇嫡子，母親是孝靈天皇皇后細媛命。孝靈天皇三十六年正月，立十九歲的大日本根子彥國牽尊為太子。七十六年二月孝靈天皇駕崩，隔年太子即位，是為大日本根子彥國牽天皇（即孝元天皇）。
孝元天皇四年三月，遷都至輕地境原宮。在位第六年九月，葬先皇於片丘馬阪陵。在位第七年立鬱色謎命為皇后，生有兩男一女，其中嫡長男大彥命即神功皇后攝政時代名臣武內宿禰之祖父。除此之外，天皇納伊香色謎命與河內青玉繫女埴安媛兩妃，共生有兩子。
孝元天皇二十二年正月，依傳統立次子稚日本根子彥大日日尊為太子。在位第57年九月駕崩，享壽115歲。

## 系譜
孝元天皇是孝靈天皇太子。母為皇后細媛命。
- 皇后：鬱色謎命（鬱色雄命之妹）
  - 大彦命：阿倍臣、膳臣、阿閉臣、狭狭城山君、筑紫国造之祖
  - 少彦男心命。古事記作少名日子建猪心命，為天皇次男。
  - 稚日本根子彦大日日尊（開化天皇）
  - 倭迹迹姫命古事記無記載。
- 妃：伊香色謎命（物部氏之祖。大綜麻杵之女，後為開化天皇皇后、崇神天皇之母）
  - 彦太忍信命：武內宿禰的祖父（《古事記》稱是父親）、磐之媛命的高祖父（《古事記》作曾祖父）。葛城氏、蘇我氏、平群氏、紀氏之祖
- 妃：埴安媛（河内青玉繫之女）
  - 武埴安彦命：一說即是《魏志倭人傳》中所記載的狗奴國國王卑彌弓呼。